# Odozana inconspicua
Odozana inconspicua là một loài bướm đêm thuộc phân họ Arctiinae, họ Erebidae.